# Snedkabelbro

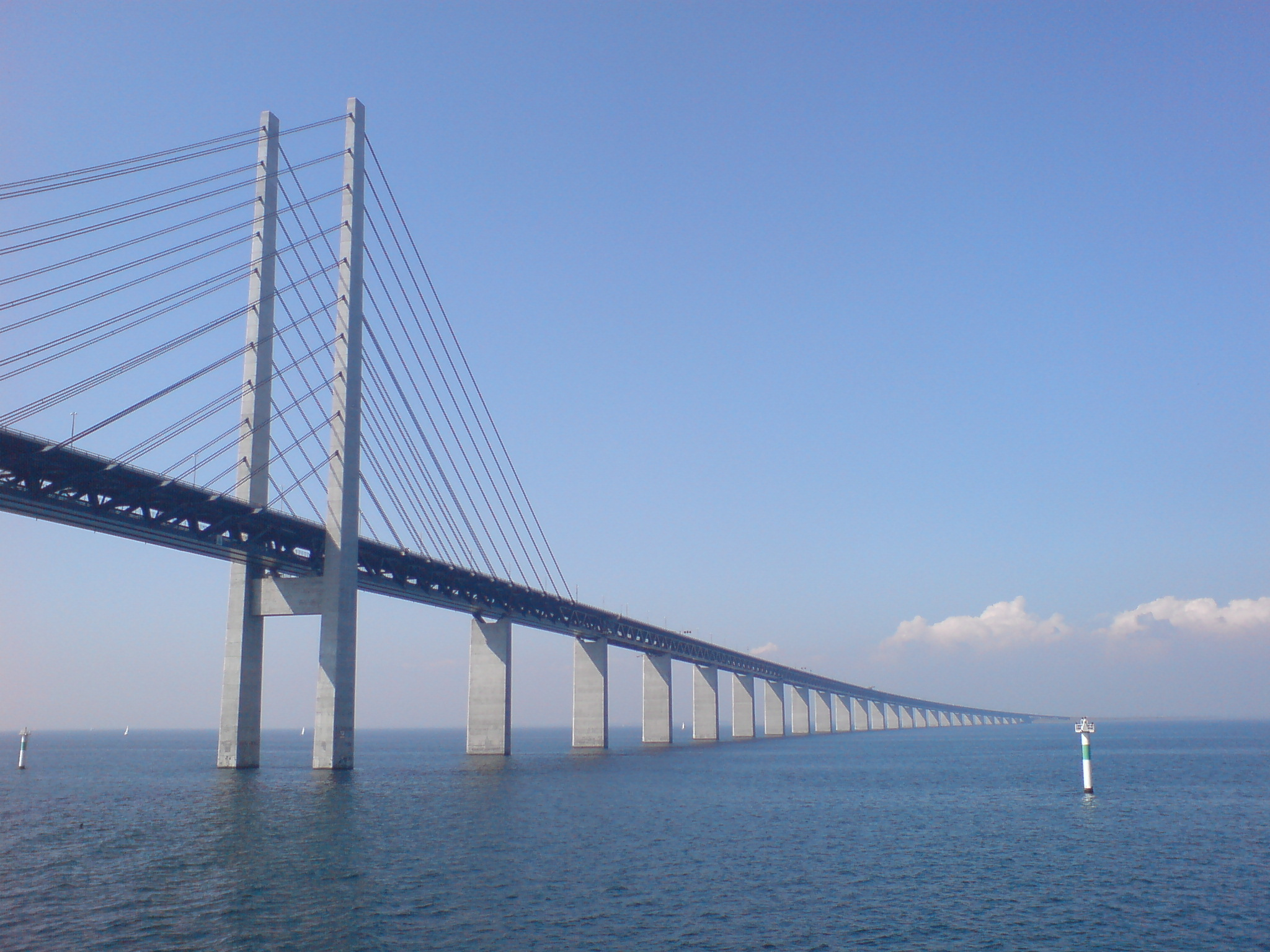
Öresundsbron som förbinder Malmö med Köpenhamn är Sveriges mest kända snedkabelbro.

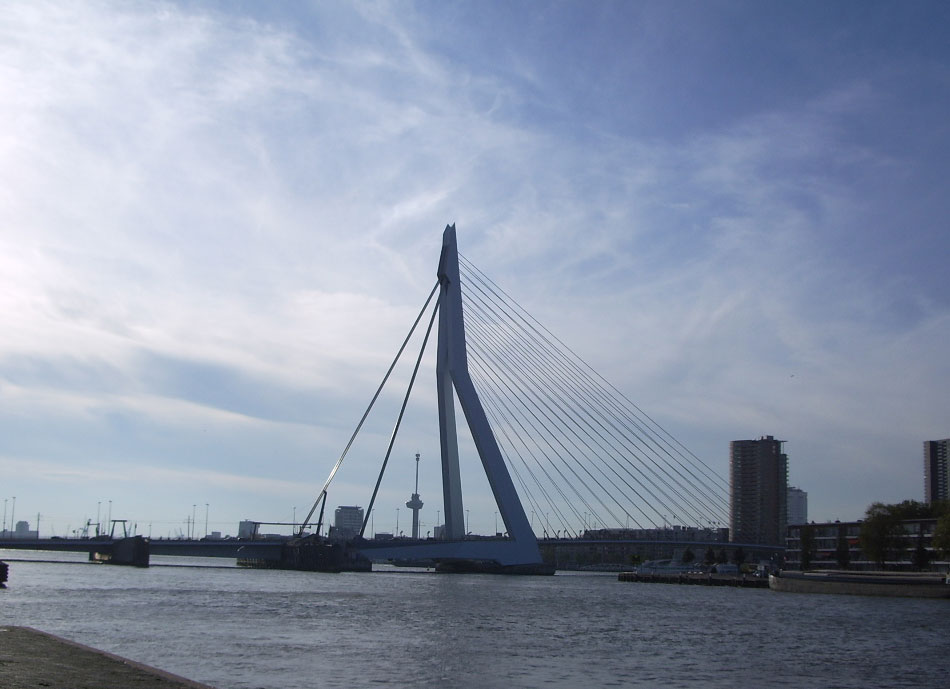
Snedkabelbroar kan vara asymmetriska som Erasmusbron över Nieuwe Maas i centrum av Rotterdam.

En snedkabelbro eller snedstagsbro är en brotyp, 
där  brobanan är direkt förbunden med pyloner (bärportar) genom sneda kablar eller stag. Detta är i motsats till hängbroar, där bärkrafterna tas upp av huvudbärkablar, som är förankrade i marken vid brons bägge ändar, och där brobanan hänger i vertikala stag från huvudbärkablarna.
En fördel med snedkabelbroar framför hängbroar är att man undgår problemet med förankring i marken. De snett spända bärkablarna i en snedkabelbro ger däremot upphov till horisontala krafter i brobanan, som därför måste dimensioneras kraftigare än i en hängbro. För de längsta fria brospannen föredras därför hängbroar.

## Exempel
Den första moderna snedkabelbron i världen är Strömsundsbron i norra Jämtland som invigdes 1956.
Huvudspannet på Öresundsbron är en snedkabelbro med två dubbelpyloner. Millaubron i södra Frankrike har sju enkelpyloner med motorvägens båda körbanor på vardera sidan av pylonerna.
Det finns sju snedkabelbroar i Sverige: Öresundsbron, Strömsundsbron, Uddevallabron, Tjörnbron, Kolbäcksbron, Universitetsbron i Malmö och träbron Älvsbackabron i Skellefteå. Utöver det minst sex i Finland, Replotbron, Tähtiniemibron, Rovaniemibron, Samelandsbron och två nära Jyväskylä. Nordhordlandsbrua vid Bergen i Norge är en kombinerad ponton- och snedkabelbro.
Den gamla Jernbron i Uppsala från 1840-talet kan ses som ett mellanting mellan en hängbro och en snedkabelbro. Brobanan över vattnet bärs upp av sneda stag av smidesjärn, men stagen på landsidorna har ingen bärande funktion som på en modern snedkabelbro. De är föränkrade i marken som huvudbärkablarna i en hängbro och bidrar till att hålla pylonerna på plats.